# Helmut Rumpler
Helmut Rumpler (* 12. September 1935 in Wien; † 10. Februar 2018 in Klagenfurt) war ein österreichischer Historiker.
Helmut Rumpler absolvierte ein Lehramts- und Doktoratsstudium in Geschichte und Germanistik an der Universität Wien und trat 1961 ein Lehramt an. Ab diesem Jahr fungierte Rumpler zusätzlich als Sekretär der Kommission für die Geschichte der Habsburgermonarchie an der Österreichischen Akademie der Wissenschaften und ab 1963 als Assistent am Historischen Institut der Universität Wien. Nach der Habilitation 1972 war Rumpler seit 1975 ordentlicher Professor für Neuere und Österreichische Geschichte an der Alpen-Adria-Universität Klagenfurt (vormals: Hochschule für Bildungswissenschaften). Er war seit 1993 auswärtiges korrespondierendes Mitglied der Slowenischen Akademie der Wissenschaften und Künste in Ljubljana und ab 1995 wirkliches Mitglied der Österreichischen Akademie der Wissenschaften. Rumpler wurde 2003 emeritiert, aber war weiterhin Obmann der Kommission für die Geschichte der Habsburgermonarchie an der Österreichischen Akademie der Wissenschaften.
Seine Forschungsschwerpunkte waren die Geschichte der Habsburgermonarchie und Österreichs im 19. und 20. Jahrhundert, die Verfassungsgeschichte und Nationalitätenproblematik Österreich-Ungarns und wirtschaftliche sowie kulturelle Aspekte der Geschichte des Alpen-Adria-Raumes unter besonderer Berücksichtigung Kärntens und Sloweniens. Ihm wurde 1973 der Kardinal-Innitzer-Förderungspreis für Geisteswissenschaften und 1990 der Karl-von-Vogelsang-Staatspreis für Geschichte der Gesellschaftswissenschaften verliehen.

## Schriften (Auswahl)
Monographien
- Max Hussarek. Nationalitäten und Nationalitätenpolitik in Österreich im Sommer des Jahres 1918. Böhlau, Wien/Köln 1965.
- Das Völkermanifest Kaiser Karls vom 16. Oktober 1918. Letzter Versuch zur Rettung des Habsburgerreiches. Oldenbourg, München 1966.
- Die deutsche Politik des Freiherrn von Beust 1848 bis 1850. Zur Problematik mittelstaatlicher Reformpolitik im Zeitalter der Paulskirche. Böhlau, Wien/Köln/Graz 1972, ISBN 3-205-08561-2.
- Österreichische Geschichte. Teil: 1804–1918. Eine Chance für Mitteleuropa. Bürgerliche Emanzipation und Staatsverfall in der Habsburgermonarchie. Ueberreutter, Wien 1997, ISBN 3-8000-3530-8.

Herausgeberschaften
- mit Adam Wandruszka und Peter Urbanitsch: Die Habsburgermonarchie 1848–1918. Im Auftrag der Kommission für die Geschichte der Österreichisch-Ungarischen Monarchie (1848–1918). Verlag der Österreichischen Akademie der Wissenschaften, Wien 1973–2018.
- Der „Zweibund“ 1879. Das deutsch-österreichisch-ungarische Bündnis und die europäische Diplomatie. Historikergespräch Österreich-Bundesrepublik Deutschland 1994. Im Auftrag des Komitees „Österreich und Deutschland“ der Historischen Kommission und der Österreichischen Forschungsgemeinschaft, Verlag der Österreichischen Akademie der Wissenschaften, Wien 1996, ISBN 3-7001-2551-8.